# Canton de Tarbes-3
Le canton de Tarbes-3 est une circonscription électorale française située dans le département des Hautes-Pyrénées et la région Occitanie.

## Histoire
Le canton a été créé par décret du 23 juillet 1973 réorganisant les cantons de Tarbes-Nord et Tarbes-Sud.
Par décret du 25 février 2014, le nombre de cantons du département est divisé par deux, avec mise en application aux élections départementales de mars 2015. Le canton de Tarbes-3 est redécoupé par ce décret.

## Représentation

### Représentation de 1973 à 2015
| Période | Période      | Identité           | Étiquette | Qualité |
| ------- | ------------ | ------------------ | --------- | --- |
| 1973    | 1983 (décès) | Paul Chastellain   | PCF       | Ancien ouvrier à l'Arsenal Maire de Tarbes (1977-1983) Ancien conseiller général du Canton de Tarbes-Nord (1964-1973) |
| 1983    | 1988         | Pierre Romo        | PCF       | Magasinier puis acheteur                                                                                              |
| 1988    | 2001         | Raymond Erraçarret | PCF       | Maire de Tarbes (1983-2001)                                                                                           |
| 2001    | 2015         | Frédéric Laval     | PS        | Professeur Elu en 2015 dans le Canton de Tarbes-1                                                                     |

### Représentation depuis 2015
| Période élective | Période élective | Mandat | Mandat   | Identité         | Nuance | Nuance | Qualité                                                        |
| ---------------- | ---------------- | ------ | -------- | ---------------- | ------ | ------ | -------------------------------------------------------------- |
| 2015             | 2021             | 2015   | 2021     | Laurence Ancien  |        | UDI    | Commerciale, conseillère municipale de Tarbes                  |
| 2015             | 2021             | 2015   | 2021     | David Larrazabal |        | LR     | Comptable Conseiller municipal de Tarbes délégué à la jeunesse |
| 2021             | 2028             | 2021   | en cours | Laurence Ancien  |        | UDI    | Conseillère sortante                                           |
| 2021             | 2028             | 2021   | en cours | David Larrazabal |        | LR     | Conseiller sortant                                             |

### Résultats détaillés

#### Élections de mars 2015
À l'issue du 1er tour des élections départementales de 2015, deux binômes sont en ballottage : Laurence Ancien et David Larrazabal (Union de la Droite, 33,84 %) et Michèle Pham-Baranne et  Michaël Pinault (PS, 28,22 %). Le taux de participation est de 46,58 % (4 097 votants sur 8 796 inscrits) contre 54,65 % au niveau départemental et 50,17 % au niveau national.
Au second tour, Laurence Ancien et David Larrazabal (Union de la Droite) sont élus avec 50,38 % des suffrages exprimés et un taux de participation de 45,76 % (1 848 voix pour 4 025 votants et 8 796 inscrits).
Laurence Ancien et David Larrazabal sont membres du groupe "Indépendants et Territoires".

#### Élections de juin 2021
Le premier tour des élections départementales de 2021 est marqué par un très faible taux de participation (33,26 % au niveau national). Dans le canton de Tarbes-3, ce taux de participation est de 28,17 % (2 327 votants sur 8 260 inscrits) contre 39,47 % au niveau départemental. À l'issue de ce premier tour, deux binômes sont en ballottage : Marion Burgan et Henri Lourdou (Union à gauche avec des écologistes, 35,56 %) et Laurence Ancien et David Larrazabal (DVD, 32,83 %).
Le second tour des élections est marqué une nouvelle fois par une abstention massive équivalente au premier tour. Les taux de participation sont de 34,36 % au niveau national, 39,92 % dans le département et 30,53 % dans le canton de Tarbes-3. Laurence Ancien et David Larrazabal (DVD) sont élus avec 53,85 % des suffrages exprimés (1 260 voix pour 2 523 votants et 8 263 inscrits),,. 

## Composition

### Composition de 1974 à 2015
Lors de sa création, le canton de Tarbes-III était constitué de la portion de territoire de la ville de Tarbes déterminée au Nord par les limites de la commune de Bordères-sur-l'Échez, à l'Ouest par celles de la commune d'Ibos, au Sud par la ligne ferroviaire Tarbes—Bayonne et par la gare S. N. C. F. et à l'Est par la rue Alsace-Lorraine.

### Composition depuis 2015
| Nom                            | Code Insee | Intercommunalité           | Superficie (km2) | Population (dernière pop. légale)                | Densité (hab./km2) | Modifier                                    |
| ------------------------------ | ---------- | -------------------------- | ---------------- | ------------------------------------------------ | ------------------ | ------------------------------------------- |
| Tarbes (bureau centralisateur) | 65440      | CA Tarbes-Lourdes-Pyrénées | 15,33            | Fraction : 15 671 (2022) Commune : 44 529 (2022) | 2 905              | modifier les données · modifier les données |
| Canton de Tarbes-3             | 6512       |                            |                  | 15 671 (2022)                                    |                    | modifier les données                        |

Le canton de Tarbes-3 comprend la partie de la commune de Tarbes non incluse dans les cantons de Tarbes-1 et de Tarbes-2.

## Démographie

### Démographie avant 2015
| 1975 | 1982 | 1990  | 1999  | 2006  | 2011  | 2012  |
| ---- | ---- | ----- | ----- | ----- | ----- | ----- |
| -    | -    | 9 999 | 9 443 | 7 459 | 7 587 | 7 561 |

### Démographie depuis 2015
En 2022, le canton comptait 15 671 habitants, en évolution de +13,86 % par rapport à 2016 (Hautes-Pyrénées : +1,59 %, France hors Mayotte : +2,11 %).
| 2013   | 2018   | 2022   |
| ------ | ------ | ------ |
| 13 954 | 14 440 | 15 671 |